# Les passions de l'âme

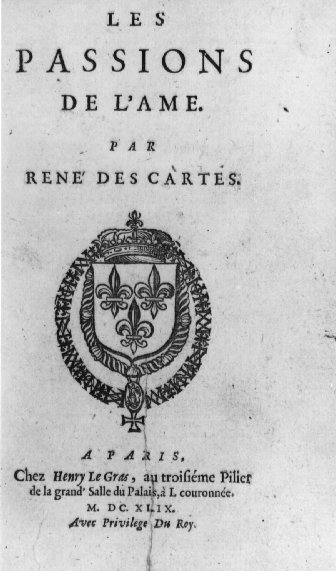

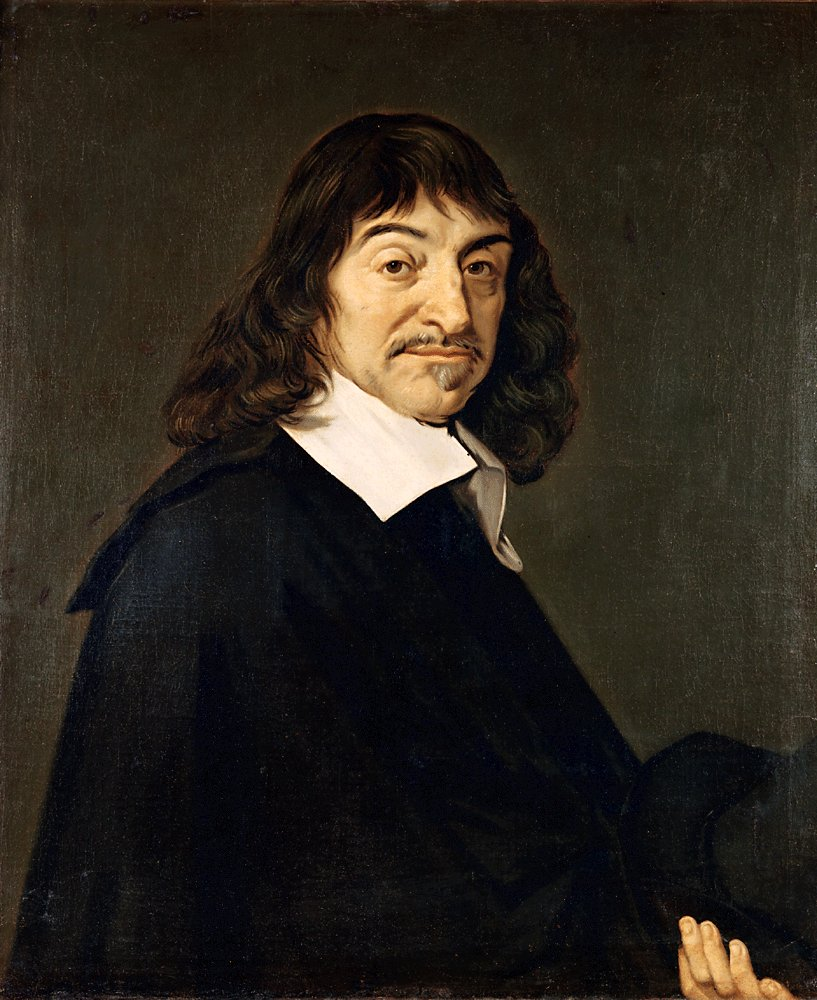
Descartes, schrijver van Les 'passions, geschilderd door Frans Hals

Les passions de l'âme (De passies van de ziel) is een verhandeling, geschreven door Descartes en voltooid in 1649.

## Beschrijving
In de verhandeling Les passions de l'âme, het laatste deel van Descartes' uitgegeven werk, opgedragen aan prinses Elisabeth van Bohemen, geeft hij een bijdrage tot een lange traditie van de theoretisering van de hartstochten. De hartstochten of passies waren een filosofisch concept en worden tegenwoordig gezien als de vroegere benaming voor de emoties. Er bestonden echter belangrijke verschillen tussen wat een hartstocht was en wat in de moderne tijd onder een emotie wordt verstaan. De hartstochten of passies waren, zoals het woord passie al aangeeft, passief van aard; de ervaring van een passie was altijd verbonden met een externe bron. Een emotie, zoals de term meestal wordt gebruikt in de hedendaagse psychologie en media, is van interne aard, vindt plaats binnen een individu en wordt niet beïnvloed door externe factoren. Een emotie wordt dus "gemaakt" door het individu, waar een hartstocht wordt "beleden".
In de Passions analyseert Descartes dit verschijnsel als volgt: "De perceptie of opwinding of gevoelens van de ziel, waaraan gerefereerd wordt, wordt veroorzaakt, onderhouden en versterkt door zekere bewegingen in de energie." De 'energie' die hier genoemd wordt was de 'dierlijke energie' (eenheid, vloeistof), die centraal stond in Descartes benadering van de fysiologie. Descartes dacht dat deze dierlijke energie in het bloed werd gemaakt en verantwoordelijk was voor de beweging van het lichaam. Doordat deze energie de spieren aantastte "kon het lichaam in allerlei richtingen bewogen worden." Voorlopers van Descartes' theorie over de hartstochten waren ontwikkeld door Augustinus van Hippo, Thomas van Aquino en Thomas Hobbes. In de Passions ging Descartes ook kort in op de relatie tussen verdriet en lachen.
De passages 124-7 zijn gewijd aan de lach. In artikel 125 staat: Hoewel de lach gezien kan worden als een van de belangrijkste kenmerken van plezier, zien we dat we wanneer we zeer verheugd zijn over iets, de veroorzaker van dat plezier er toch niet voor zorgt dat we gaan lachen en we gaan zelfs nog eerder lachen als we bedroefd zijn.